# Cavalo de pau (manobra)
Cavalo de pau (pré-AO 1990: cavalo-de-pau) é uma manobra executada com veículo automotor, que consiste numa freada brusca e giro ou guinada do volante, fazendo o veículo derrapar e dar meia volta até parar em posição invertida. 

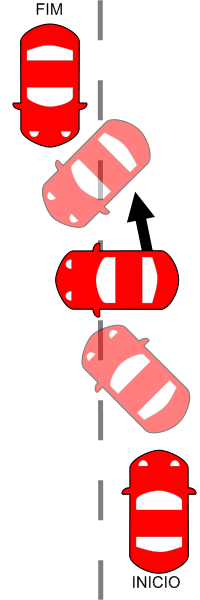
Ilustração de um cavalo de pau de 180 graus.

O cavalo de pau é considerado uma das técnicas de pilotagem mais famosas; no entanto, muitas vezes é vista apenas como uma brincadeira ao volante.

## Técnica
A curva é realizada ao colocar o veículo rapidamente em uma marcha mais lenta, normalmente a segunda marcha, e girar o volante na direção da via oposta puxando o freio de mão. Se realizada corretamente, o veículo entrará numa derrapagem controlada e passará para a via oposta, fazendo uma volta em 180 graus. Em um cavalo de pau perfeito, o carro irá parar completamente no fim da manobra e estará pronto para acelerar e partir no sentido oposto.
O cavalo de pau também é o nome dado à manobra em que o carro gira em torno de seu eixo dianteiro (uma das rodas), em voltas de 360 graus, formando riscos circulares na pista.